# Mogensen og Kristiansen
 Der er for få eller ingen kildehenvisninger i denne artikel, hvilket er et problem. Du kan hjælpe ved at angive troværdige kilder til de påstande, som fremføres i artiklen.

Mogensen og Kristiansen (2008-2013) og Tirsdagsanalysen (2008-) er politiske magasiner på TV 2 News med de to tidligere spindoktorer Michael Kristiansen og Peter Mogensen. 
Mogensen og Kristiansen blev i årene 2008-2013 sendt hver weekend og havde to tidligere spindoktorer som værter. Michael Kristiansen, der er tidligere rådgiver for statsminister Anders Fogh Rasmussen og Peter Mogensen, tidligere rådgiver for statsminister Poul Nyrup Rasmussen som værter på magasinet, der er en blanding af analyse og kritiske interviews med indbudte gæster.
Tirsdagsanalysen opstod som et spin-off, og sendes hver tirsdag, stadig med Mogensen og Kristiansen, der analyserer aktuelle begivenheder i dansk politik. Nu blot med en vært/interviewer i programmet.
Somme tider deltager andre gæstedeltagere, som erstatning for enten Mogensen eller Kristiansen eller begge. 
Bl.a. har den tidligere formand for Konservative, Hans Engell, flere gange deltaget i programmerne.